# تاريخ اليهود في إندونيسيا

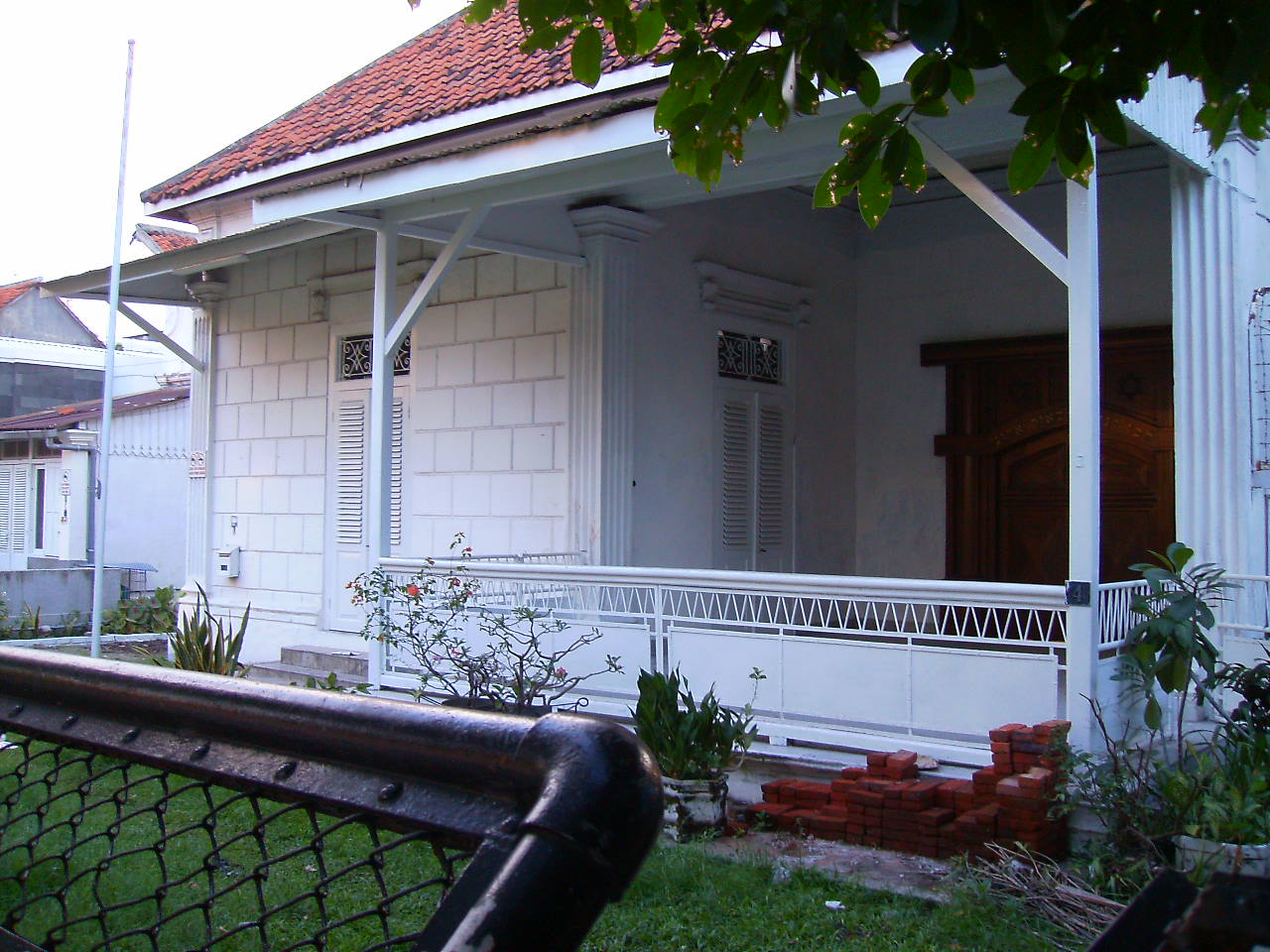

اليهود الاندونيسيون هم نسل اليهود الذين يجيئون إلى إندونيسيا منذ وصول أوائل المستكشفين الأوروبيين والمستوطنين الأولى. هؤلاء اليهود الإندونيسيون اليوم يشكلون جالية يهودية صغيرة تتكون فقط من حوالي 20 شخصا من العرقية اليهودية الأصلية،  وأكثرهم من اليهوديين هم يهود شرقيين ويهود أشكناز ويهود مزراحيون ويهود كايفنج ويهود بيني إسرائيل الذين جاؤوا من الهند.

## التاريخ
أكدت وجود اليهود في الأرخبيل الإندونيسي للمرة الأولى في نص مكتوب مشتقا من النهاية القرون الوسطى. عمل هذا الشخص كتاجر وجاء من الفسطاط في مصر وقد توفي في غرب سومطرة  منذ عام 1290. في عام 1859، يهودي مسافر يعقوب ليفي صفير كان هو أول من كاتب الجالية اليهودية في الهند الشرقية الهولندية بعد زيارة بتفيا. في بتفيا، قد تحدث مع أحد اليهود المحليين وقال ليعقوب ليفي صفير أن هناك حوالي أكثر 20 من أسر في مدينة بتفيا وهناك بعض الأسر في مدينة سمارانغ. إن كثير من اليهود الذين كانوا يعيشون في الهند الشرقية الهولندية في القرن التاسع عشر هم اليهود الذين هم من أصل هولندي ويعملون كتاجر ويعملون في النظام الإستعماري الهولندي. وقال ليعثوب ليفي صفير أيضًا أن هناك بعض اليهود الذين كانوا يعترفون أنهم من أصل عراقي وأصل يمني. أثناء العهد الهولندي في إندونيسيا، الديانة اليهودية جزء من الديانة الرسمية.
في الحرب العالمية، وصل تعدادهم إلى 2000. كثير من اليهود في إندونيسيا يشعرون بالشقاء منذ الاحتلال الياباني للهند الشرقية الهولندية واضطروا على العمل في مخيم للأجئين. بعد الحرب العالمية، كانوا واجهوا مشكلات فيهاجرون إلى الولايات المتحدة الأمريكية وأستراليا وإسرائيل. بعد استقلال الإندونيسية، كان اليهوديون في حقوق متساوية كما أديان الأخرى مثل الإسلام وبروتستانتية وكاثوليكية. بل وزير الزراعة الإندونيسي ببيان في مرسوم الذي تم نشره في عام 1961 أن يحصل اليهوديون على الحقوق الدينية، وأنهم يحصلون على الاعتراف بأنهم كانوا يكونوا جزءا من دين رسمي في إندونيسيا. وأكثر الإندونيسيين لا يعلمون أن هناك أحد المقاتلين اليهوديين في مدينة سورابايا اسمها شارلز موشري.
نظرا لحقيقة إن تجار العبري وتجار الصيني كان شريكه إمبراطورية رومانية يستطيعون القدوم إلى مالوكو. إن أحد الأدلة القوية لهذه القصة التاريخية تعني أن التجارة على البهارات والتوابل أخذتها من مالوكو وبيعهم في مدينة القدس منذ القرن الأولى الميلادي، إنها بدأت من المرأة اليهودية اسمها مريم ماغدالينا وهي جاءت مع الرفاق لشراء البهارات والتوابل في السوق الذي يقع بمدينة القدس من أجل الحماية على جثة يسوع منذ عام 33 ميلادي (ماركوس 16:1). اليهود الذين يستطيعون الوصول إلى مالوكو، إنهم يهدفون من خلال تجارة وكانوا يطلبون مساعدة تجار صينيين عن كيفية القدوم إلى مالوكو.
في قدوم البرتغالية بمالوكو، إن يهوديين في التعاون مع البرتغاليين ويستطيعون القدوم إلى مالوكو وثم يعيشون ولهم ذرية كثيرة في كل مكان في مالوكو.